# ZE Records
La ZE Records è stata un'etichetta discografica indipendente statunitense.

## Storia
La ZE Records venne inaugurata nel 1978, presso la Settima Strada di Manhattan, a New York, dal britannico Michael Zilkha, figlio di Selim Zilkha, co-fondatrice della Mothercare, e il francese Michel Esteban. L'etichetta prende il nome dalle iniziali dei loro cognomi. La ZE costò a Zilkha 500.000 dollari.
La ZE fu oggetto di diversi apprezzamenti per la sua fusione di disco music e punk, due generi che in molti all'epoca consideravano inconciliabili; secondo Kid Creole, uno degli artisti scritturati dalla ZE, la musica da essa pubblicata "mette insieme" i club di musica rock nuovaiorchesi Studio 54 e CBGB. John Peel giunse a definirla «la migliore etichetta indipendente del mondo»; la rivista The Face la considerava quella più "alla moda". Alla ZE Records è attribuita la coniazione del termine "mutant disco", che riprende il titolo di una compilation omonima edita dalla stessa.
Oltre a Kid Creole e i suoi progetti, coloro che registrarono musica per la ZE comprendono John Cale, Suicide, Was (Not Was), Coati Mundi, Don Armando, Cristina, Lydia Lunch, Lizzy Mercier Descloux, James Chance e The Waitresses.
La ZE venne chiusa nel 1984.